# Georg Friedrich Dürckheim
Georg Friedrich Dürckheim-Montmartin (7. října 1866 Hagenberg im Mühlkreis – 21. listopadu 1928 Hagenberg im Mühlkreis) byl rakouský šlechtic a politik německé národnosti z Horních Rakous, na přelomu 19. a 20. století poslanec Říšské rady.

## Biografie
Působil jako statkář v Hagenberg im Mühlkreis. Byl předsedou zemského poradního sboru pro rybolov a členem zemské zemědělské rady. Od roku 1909 byl poslancem Hornorakouského zemského sněmu za kurii velkostatkářskou. Zemským poslancem byl do roku 1915. Zastupoval konzervativce. V letech 1909–1918 byl i členem zemského výboru.
Byl i poslancem Říšské rady (celostátního parlamentu Předlitavska), kam usedl v doplňovacích volbách roku 1899 za kurii velkostatkářskou v Horních Rakousích. Nastoupil 12. dubna 1899 místo Julia von Falkenhayna. Mandát zde obhájil i v řádných volbách roku 1901. Ve volebním období 1897–1901 se uvádí jako hrabě Georg Friedrich Dürckheim-Montmartin, statkář, bytem Hagenberg.
Ve volbách roku 1901 kandidoval do Říšské rady jako konzervativec. Vstoupil pak do parlamentního Klubu středu, který tvořila zejména Katolická lidová strana.
Zemřel po dlouhé nemoci v listopadu 1928.